# Kvamsøya
Kvamsøya – wyspa w gminie Sande w okręgu Møre og Romsdal w Norwegii. Znajduje się 6 kilometrów na wschód od półwyspu Stad w gminie Selje i około 7 kilometrów na zachód od miejscowości Larsnes na wyspie Gurskøya.
Wyspa leży w Vanylvsgapet, wejściu do Vanylvsfjorden.
Wyspa była zamieszkana od bardzo dawna. Na wyspie znaleziono osady z epoki brązu. Kvamsøya ma powierzchnię 7,8 kilometrów kwadratowych. Liczba ludności w 2020 wynosiła 226 osób z których wszyscy mieszkają wzdłuż linii brzegowej. Największym ośrodkiem populacji na wyspie jest wioska Bringsinghaug. Istnieje połączenie promowe z Bringsinghaug do Voksa i dalej do Åram w gminie Vanylve, a następnie do Larsnes. Wyspa jest górzysta i znajduje się na niej bardzo niewiele drzew. Najwyższym punktem jest Nonshornet o wysokości 289 m n.p.m.